# Curiozitate
Curiozitatea este acea particularitate interactivă a unei ființe prin care își explorează spontan ambiența și caută schimbări în structura sau dinamica acesteia. Probabil majoritatea viețuitoarelor sunt curioase pentru a supraviețui, dar omul a ridicat curiozitatea la rang de calitate fundamentală și o pune la baza tuturor conexiunilor și implicărilor proprii.

## Manifestare
Curiozitatea umană are trei mari direcții de manifestare, anume curiozitatea de sine, curiozitatea cu privire la personalitatea și scopurile semenilor și curiozitatea orientată către investigarea realului:
- Curiozitatea de sine duce la căutarea tuturor variantelor plăcerii pe care individul și le poate oferi, sau mai duce în cazul unei curiozități elevate la actul creativ, la căutarea acelor stări mentale și gestuale proprii care produc schimbări în sine, în semeni sau în ambiență. Cea mai subtilă și complicată curiozitate exersată sistematic asupra sinelui duce la cunoașterea de sine, iar cunoașterea de sine poate atenua și până la urmă chiar înlătura mulțimea curiozităților și implicărilor îndreptate spre exterior.
- Curiozitatea aplicată celorlalți, coroborată cu actul de relaționare și participare, generează spațiul social al mulțimii influențelor și dependențelor care definesc rețeaua socializantă a umanului. Curiozitatea socializată produce relațiile lucrative și afective, ea declanșează iubirile, repulsiile și alte atracții sau respingeri care asortează agregatul sociointeractiv. Tot curiozitatea socială creează domeniile exprimării umane cooperante sau conflictuale, ea dă impuls către umanizare sau dezumanizare prin consecințe.
- Curiozitatea aplicată universului este cea mai bogată în rezultate surprinzătoare, interesante și utile. Întreaga cunoaștere fenomenală se poate pune pe doi piloni fundamentali, anume criteriul supraviețuirii și curiozitatea.

## Caracteristici
Numai impulsul de supraviețuire fără o curiozitate superioară, multiplu orientată, capabilă să cerceteze, să problematizeze și să răspundă tuturor provocărilor realului, nu ar duce la extrem de complicata rețea de unelte, tehnologii, proceduri de construcție și instituții specializate operant sau decizional, prin care omul modern își valorifică nelimitarea trupului și a minții.
Unul din cele mai elaborate fructe ale curiozității este știința. Ea oferă o lume mereu nouă, cu alte forme, interacțiuni, calități și evenimente, în funcție de acele legi naturale pe care omul le descoperă și le folosește pentru a extrage efecte din agregatul universului.
În mod paradoxal nu există o singură variantă de realitate, există atâtea lumi diferite cauzal câte tipuri de legi fundamentale și derivate extrage mintea curioasă din experiența și din resursele imaginative proprii.
De asemenea nu există un singur tip de individ, se poate spune că sunt miliarde, fiecare este curios în felul său propriu, fiecare acceptând și respingând alte lucruri, fiecare dorind altă variantă de sine sau una imprevizibilă a semenului său, pentru a se simți în siguranță sau în pericol, pentru a se satisface și împlini.
Prin curiozitate omul intră într-un anume uman și tot prin curiozitate îl părăsește în favoarea altuia, iar procesul umanizării și reumanizării este infinit, la fel ca și frontierele curiozității.